# Jonathan Edwards
Jonathan Edwards (East Windsor, 5 d'octubre, 1703 - Princeton, 22 de març, 1758) fou un predicador i teòleg nord-americà. És reconegut com un dels teòlegs evangèlics nord-americans més important i prominent. La seva obra abasta diversos temes, però, sovint és associada amb la seva defensa de la teologia calvinista, de l'herència puritana i defensor de l'experiència religiosa (afectes relgiosos). Jonathan Edwards també va ser el líder principal del moviment d'avivament religiós conegut com a "Primer Gran Desvetllament", dels Estats Units.
Va ser admès a la Universitat Yale el 1716, quan tenia només 13 anys. L'any següent, va llegir els escrits de John Locke, els quals el van influenciar profundament. Abans de graduar-se ja havia formulat una teologia seriosa. Després de la graduació, es va dedicar dos anys més a l'estudi de la teologia a New Haven.